# Elmwood (Cambridge, Massachusetts)
Als Elmwood (auch James Russell Lowell Home bzw. Oliver-Gerry-Lowell House) ist ein historisches Wohnhaus in Cambridge, Massachusetts bekannt. Es wurde 1962 als National Historic Landmark District unter Schutz gestellt und 1966 in das National Register of Historic Places eingetragen. Das Haus ist nach seinen ehemaligen Eigentümern Thomas Oliver, Elbridge Gerry und James Russell Lowell benannt. Für die Öffentlichkeit ist es jedoch nicht zugänglich.

## Architektur

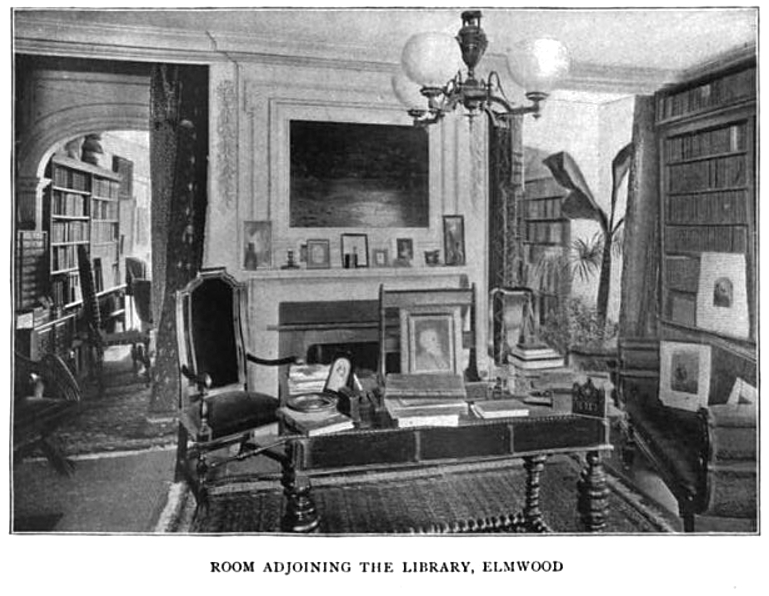
Eine 1899 veröffentlichte Innenansicht eines Raums.

Das um 1767 vollständig aus Holz errichtete Gebäude steht auf einem ehemals rund 40 ha großen Grundstück mit freiem Blick auf den Charles River, das heute jedoch größtenteils bebaut ist und bis 1754 zu Watertown gehörte. Einzig der nordwestlich des Hauses gelegene Lowell Park ist heute für die Öffentlichkeit zugänglich.
Elmwood wurde im Stil der Georgianischen Architektur konzipiert und verfügt über drei Stockwerke. Das Walmdach wird von zwei Kaminen durchbrochen und ist von einer Balustrade umgrenzt, die von einem Gesims getragen wird, das sich selbst auf eine Vielzahl von Konsolen stützt. Der zentral platzierte Haupteingang wird von Pilastern Toskanischer Ordnung flankiert, die ein klassisch gestaltetes Gebälk mit stark herausgearbeitetem Gesims tragen. Das Fenster im ersten Obergeschoss direkt oberhalb des Eingangs wird von Pilastern Ionischer Ordnung eingerahmt. Die großflächige, dreifach nach innen eingerückte Umgebung des Fensters ruht gemeinsam mit den Pilastern auf einer Plinthe und wird nach oben von einem Gebälk mit Zahnschnitt-Gesims abgeschlossen.
Im Inneren werden auf jeder Etage vier Räume durch einen Korridor voneinander getrennt, der sich über die gesamte Länge des Hauses erstreckt. Das Geländer der Haupttreppe verfügt über Baluster in drei abwechselnden Mustern.

## Historische Bedeutung
Das Haus ist architektonisch aufgrund seiner georgianischen Architektur und seines guten Erhaltungszustands interessant, geschichtlich jedoch vor allem aufgrund der Persönlichkeiten, die dort lebten.
Elmwood wurde um 1767 von Thomas Oliver errichtet, dessen Familie weitläufige Landstriche auf den Westindischen Inseln besaß. Durch Erbschaften war Oliver reich geworden und weigerte sich stets, ein öffentliches Amt zu übernehmen, bis er 1774 von Thomas Hutchinson der britischen Krone als neuer Vizegouverneur vorgeschlagen wurde. In dieser Eigenschaft saß er dem Mandamus-Beratergremium (englisch mandamus council) vor, das das bisherige Beratergremium des Gouverneurs ablöste.
Am 2. September 1774 kam es zur Bildung eines Mobs, der von britischen Truppen gehört hatte, die von Boston her im Anmarsch seien. Oliver eilte nach Boston und sprach dort mit General Thomas Gage, der ihm bestätigte, dass derartige Truppenbewegungen weder stattfanden noch geplant waren. Obwohl Thomas Oliver dadurch wahrscheinlich einen Kriegsausbruch in Cambridge – 7 Monate vor den Gefechten von Lexington und Concord – verhindert hatte, wurde sein Haus von den wütenden Menschen umstellt, die seinen Rücktritt forderten. Oliver beugte sich dem Druck, trat zurück und zog wenige Tage später aus seinem Haus aus.
1775 wurde das Haus von der Kontinentalarmee zu einem Krankenhaus umgebaut und entsprechend genutzt, bis es nach dem Abzug von George Washingtons Truppen vom Commonwealth of Massachusetts beschlagnahmt und 1779 an den Freibeuter Andrew Cabot verkauft wurde.
1787 kaufte Elbridge Gerry das Gebäude, der unter anderem dafür bekannt wurde, dass er die Unterschrift unter das Abschlussdokument der Philadelphia Convention verweigerte. Dennoch wurde er 1789 in das Repräsentantenhaus von Massachusetts gewählt und gab diese Position erst 1793 auf, um sich um seine Farm und seine Familie mit sieben Kindern zu kümmern. 1797 wurde Gerry vom damaligen US-Präsidenten John Adams auf eine diplomatische Mission nach Frankreich geschickt, die jedoch am Ende zur XYZ-Affäre führte.
Nach seiner Rückkehr wurde Gerry mit Unterstützung der Republikaner ab 1800 jährlich zum Gouverneur nominiert, gewann die Wahlen aber erst 1810 und 1811. 1812 verfehlte er zwar die Wiederwahl zum Gouverneur, wurde jedoch Vizepräsident der Vereinigten Staaten unter James Madison. Seinen Amtseid legte er am 4. März 1813 in Elmwood ab.
1818 wurde das Haus gemeinsam mit 4 Hektar Grundstücksfläche an Reverend Charles Lowell verkauft, während der Rest der Fläche aufgeteilt und an andere Interessenten veräußert wurde. Lowells Sohn James Russell Lowell wurde 1819 in Elmwood geboren und lebte dort bis zu seinem Tod im Jahr 1891. Lowell war Inhaber einer Professur an der Harvard University und hatte großen Einfluss auf die amerikanische Literatur seiner Zeit, die unter anderem auch von Ralph Waldo Emerson, Nathaniel Hawthorne und Henry Wadsworth Longfellow geprägt war. US-Präsident Rutherford B. Hayes sandte Lowell zudem auf diplomatische Missionen. 1873 schrieb er aus Paris an Thomas Bailey Aldrich, der während seiner Abwesenheit in Elmwood wohnte:

„Es ist ein liebenswürdiges altes Haus, oder nicht? Es drängt einen nicht hinaus. Das Haus hat einen furchtbaren Konservativen aus dir gemacht, bevor du es merkst. Ich wurde als Tory geboren und werde auch als einer sterben. Gewöhne dich nicht zu sehr an das Haus. Ich wünsche mir oft, ich hätte es nicht getan. Ich bin anderswo nicht glücklich.“

1962 gelangte das Gebäude als Erbe von A. Kingsley Porter, die es von den Erben Lowells erworben hatte, in das Eigentum der Harvard-Universität. Heute ist es traditionell der Wohnsitz des Universitätspräsidenten und nicht für die Öffentlichkeit zugänglich.